# Monumento al Padre José de Anchieta (San Cristóbal de La Laguna)
El monumento al Padre José de Anchieta es una gran estatua de bronce que representa a San José de Anchieta que se encuentra situada en la plaza que lleva su nombre, junto a la glorieta del Brasil o rotonda del Padre Anchieta, sobre la autopista del Norte de Tenerife, en la entrada al casco de la ciudad de San Cristóbal de La Laguna (isla de Tenerife, España).

## Características
La estatua está dedicada a una de las personalidades canarias más importantes del siglo XVI, San José de Anchieta nacido en La Laguna. Dicho religioso fue misionero en Brasil y fundador de la ciudad de São Paulo, así como también fue uno de los fundadores de la ciudad de Río de Janeiro. 
En la estatua aparece representado en su juventud, descalzo, con grandes pies que representan su gran andadura, así como de generosas manos que sostienen el cayado en el que se ayuda. La estatua simboliza la marcha del beato mientras echa una última mirada a la ciudad que le vio nacer, rumbo a su destino eclesiástico como jesuita en Portugal. Es una de las estatuas más grandes de Canarias.

## Historia
La escultura del Padre Anchieta se hizo gracias a la iniciativa de una comisión pro-monumento que nombró el Ayuntamiento de San Cristóbal de La Laguna. Fue realizada por el artista italo-brasileño Bruno Giorgi, su gasto fue sufragado entre la ciudad de La Laguna y el Gobierno de Brasil.
La escultura, que mide cinco metros de altura, fue colocada en el centro de la glorieta del Brasil, más conocida como rotonda del Padre Anchieta en 1960. Su inauguración tuvo lugar el 27 de noviembre del mismo año. Sin embargo posteriormente la estatua ha tenido varias ubicaciones temporales, siempre a consecuencia de las sucesivas obras de remodelación que se han ejecutado en la zona. Entre los lugares en la que se la situó provisionalmente están los jardines del Campus Central de la Universidad de La Laguna, que precisamente se encuentra cerca de su ubicación actual, que es la original. 
En abril de 2024 la escultura fue instalada en un nuevo emplazamiento. En lugar del centro de la rotonda se optó por una plaza elevada en la Facultad de Biología de la Universidad de La Laguna, en el Campus de Anchieta, junto a la rotonda o glorieta. Esta nueva ubicación responde a la dificultad que presentaba la visualización de la estatua debido a la colocación en la zona de un gran anillo aéreo peatonal en torno a la rotonda.
La estatua es actualmente considerada el monumento escultórico más importante de la ciudad de San Cristóbal de La Laguna, así como uno de los más importantes de la isla de Tenerife.

## Festividad del Santo
Cada 9 de junio, festividad de San José de Anchieta, se realiza una ofrenda floral al pie del monumento organizada por diferentes colectivos de la ciudad de San Cristóbal de La Laguna.